# テレサ・カレーニョ
マリア・テレサ・カレーニョ・ガルシア・デ・セナ（María Teresa Carreño García de Sena, 1853年12月22日 - 1917年6月12日）はベネズエラの上流階級出身の女性ピアニスト・声楽家・作曲家・指揮者。一般には、テレサ・カレーニョ (Teresa Carreño) として知られている。生前は世界的なピアニストとして、また当時の最も重要なピアニストとして名を残し、しばしば「ピアノの女帝」「ピアノのヴァルキューレ」とあだ名されていた。

## 生涯
父マヌエル・アントニオ・カレーニョは、外務大臣や大蔵大臣を歴任したベネズエラの政治家で、素人ながらピアノの才能にも恵まれていた。また、スペイン語圏で広く知られ、たびたび版を重ねたスペイン語の礼儀作法の指南書『お行儀必携』(Compendio del manual de urbanidad y buenas maneras) の著者でもあった。母クロリンダ・ガルシア・デ・セナ・イ・トロは音楽家の娘である。父方の祖父ホセ・カイエターノ・カレーニョ（1774年 - 1836年）はベネズエラの作曲界の重鎮であった。
カラカスに生まれたテレサは父からピアノの手ほどきを受けた後、ドイツ系ベネズエラ人ピアニストのフリオ・オエネに師事する。1862年、カレーニョ家はベネズエラ国内の政変のためにアメリカ合衆国に移住し、テレサはニューヨークでルイス・モロー・ゴットシャルクの指導を受ける。同年11月28日、わずか9歳にして、ニューヨーク・アーヴィン・ホールにてデビューを果たす。
1863年にはホワイトハウスでエイブラハム・リンカーンに御前演奏を披露した。同年パリに上陸し、フレデリック・ショパンの高弟ジョルジュ・マティアスと、アントン・ルビンシテインにそれぞれ入門。ヨーロッパ全土で演奏活動に着手し、1876年にはオペラ歌手としてもデビューする。1885年になるまでベネズエラに帰国せず、しかもほんの束の間の滞在に留まったと言われている。1889年にヨーロッパに引き返し、同年11月18日にベルリンにデビュー。この地を拠点にさらに演奏旅行に勤しみ、1890年までの演奏旅行によって名声の頂点を築く。20世紀初頭には、2度の世界的な演奏旅行を行なったが、1917年に体調を崩し、マンハッタン96番街のウェスト・エンド・アベニュー749に位置する住宅「デッラ・ロッビア」に永眠した。
カレーニョは男性遍歴も華麗であり、4回の結婚歴がある。1873年から1875年までヴァイオリン奏者のエミール・ソーレと最初の結婚をして、この間に娘エミリタを儲けている。1876年から1891年まではイタリアのオペラ歌手、ジョヴァンニ・ターリャピエトラと内縁関係にあって2児を儲けた。そのうち娘のテレシータ・ターリャピエトラ＝カレーニョは、母親と同じく有名なピアニストになった。カレーニョはカラカスでターリャピエトラと共同でイタリア・オペラを興行し、自らも歌手として舞台に上がった。1892年から1895年まではオイゲン・ダルベールと再々婚し（ダルベール自身、結婚回数の多さで名高い）、さらにオイゲニアとヘルタの2女を儲ける。1902年から没年までは、かつての義弟アルトゥーロ・ターリャピエトラと結婚した。

## 業績
カレーニョは、欧州や米国・豪州での演奏旅行の合間を縫って作曲も行い、少なくとも40のピアノ曲と2つの歌曲、管弦楽伴奏による2つの合唱曲、2つの室内楽曲を書き上げた。だが未完成作品も少なくない。1905年4月2日に、自動再生ピアノ「ウェルテ＝ミニョン」のために、ルートヴィヒ・ヴァン・ベートーヴェンの《ヴァルトシュタイン・ソナタ》や自作曲を含む計18曲のピアノロールを録音した。これらは現在、ドイツのフライブルク・イム・ブライスガウにあるフライブルク大学図書館と、同市のアウグスティン美術館に保存され、CDに復刻されている。翌1906年には、娘テレシータもウェルテ＝ミニョンのための録音を行なった。
ピアノ教師としても活動し、門下には、エドワード・マクダウェルとテレマック・ランブリノ（1878年 - 1930年）がいる。ルドルフ・マリア・ブライトハウプト（1873年 - 1945年）は、近代的なピアノ奏法論『巨匠テレサ・カレーニョの自然なピアノ演奏法』をカレーニョに献呈している。
カラカスの「テレサ・カレーニョ総合文化施設」はカレーニョにちなんで名付けられ、テレサ・カレーニョ劇場 (Teatro Teresa Carreño) の名でも親しまれている。

## 作品

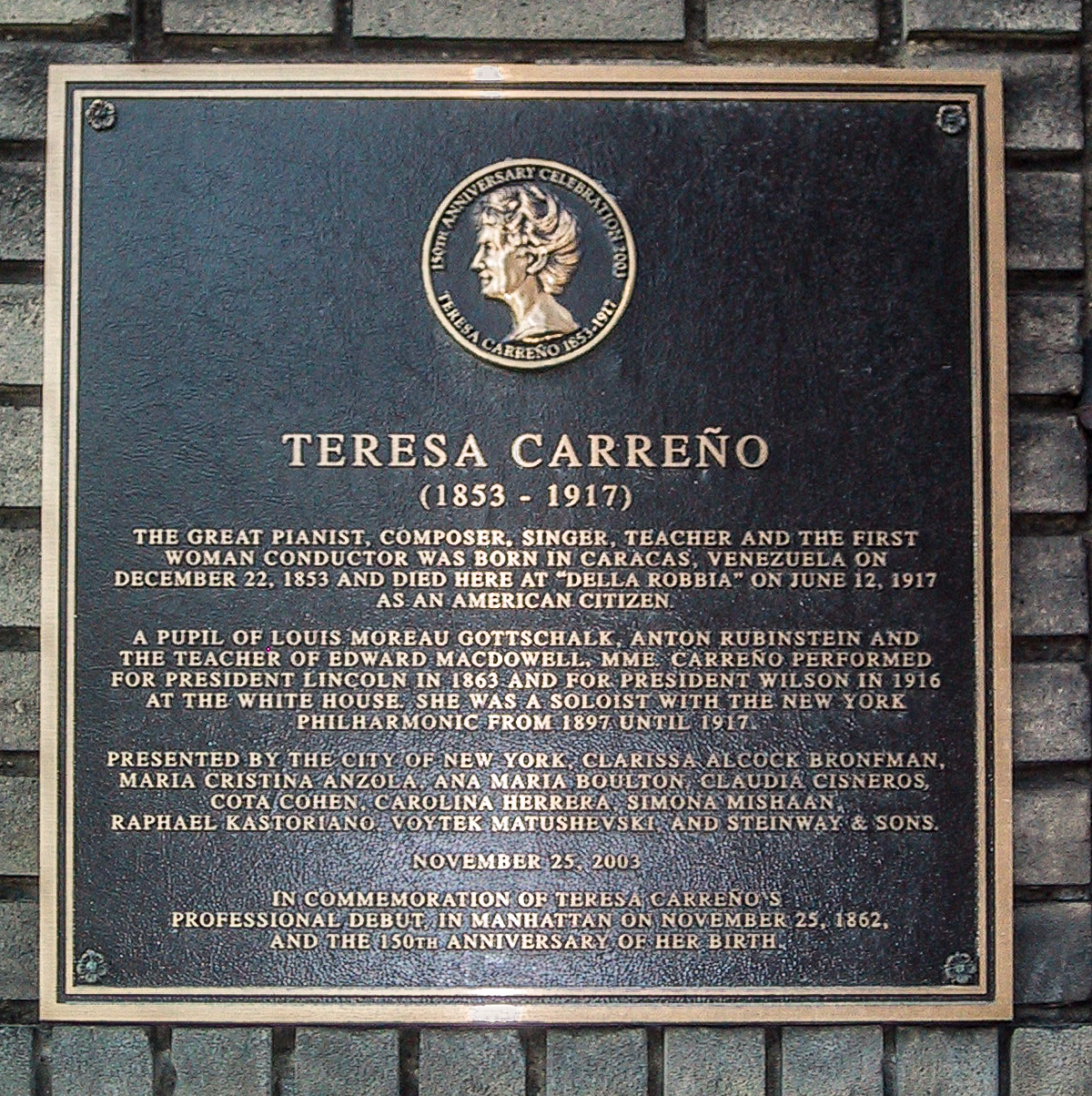
カレーニョ臨終の地を示す追悼碑

ベネズエラの国歌《勇敢なる人民に栄光を》(Gloria Bravo Pueblo) は、同国の作曲家フアン・ホセ・ランダエタの作曲であるが、しばしばカレーニョが作曲したと誤解されることがある。カレーニョ自身、《ボリバル賛歌》(Himno a Bolivar) と《華麗なるアメリカを称えて》(Himno a El Ilustre Americano) の愛国的な合唱曲2つを作曲している。

### ピアノ曲
- ゴットシャルクのワルツ Valse Gottschalk, Op. 1
- カプリス＝ポルカ Caprice-Polka, Op. 2
- ワルツ《花篭飾り》 Corbeille des fleurs, Valse, Op. 9
- 演奏会用ポルカ Polka de Concert, Op. 13
- 《ノルマ》幻想曲 Fantaisie sur Norma, Op. 14
- バラード Ballade, Op. 15
- 嘆き（悲歌 第1番） Plainte, première élégie, Op. 17
- 別れ（悲歌 第2番） Partie, deuxième élégie, Op. 18
- 《アフリカの女》幻想曲 Fantaisie sur L'Africaine, Op. 24
- 春 Le Printemps, Op. 25
- 夢の舞踏会 Un Bal en Rêve, Op. 26
- Une Revue à Prague, Op. 27
- 瞑想曲《海で見る夢》 Un rêve en mer, Méditation, Op. 28
- 6つの演奏会用練習曲 Six Etudes de Concert, Op. 29
- サロン風マズルカ Mazurka de salon, Op. 30
- スケルツォ＝カプリース Scherzo-Caprice, Op. 31
- 2つのイタリアのスケッチ Deux Esquisses Italiennes Op. 33
  1. ヴェネツィア Venise
  2. フィレンツェ Florence
- スケルツォ風間奏曲 Intermezzo Scherzoso, Op. 34
- 子守唄《子供の居眠り》 Le Sommeil de l'enfant, Berceuse, Op. 35
- 小スケルツォ Scherzino, Op. 36
- ハイランド（スコットランドの想い出） Highland (Souvenir de l'Escosse), Op. 38
- 幻想的円舞曲《偽りの音符》 La fausse note, Fantasie-Valse, Op. 39
- 小さなワルツ《私のテレシータ》 Petite Valse (Mi Teresita), Op. 40 (1898年)

### 合唱曲
- シモン・ボリバル賛歌 Himno a Bolivar
- 華麗なるアメリカを称えて Himno a El Ilustre Americano

### その他の作品
- 弦楽四重奏曲 ロ短調
- 悲歌 第3番《墓前での嘆き》 Elegies, Op. 20, Plaintes au bord d'une tombe (3. Elegie)
- 悲歌 第4番《墓前での嘆き》 Elegies, Op. 21, Plaintes au bord d'une tombe (4. Elegie)